# آلیوم اس
آلیوم اس (به انگلیسی: Alium-s)
رده درمانی : ضد فشارخون داروی گیاهی
اشکال دارویی: قرص ۷۰۰ میلی گرمی

## موارد مصرف
کاهنده فشارخون، کاهنده چربی خون، کاهنده تصلب شرائین، پیشگیری از ترومبوز

## موارد منع مصرف
دارو از سیر تهیه شده و در افراد مبتلا به حساسیت به سیر و همینطور در کسانی که مبتلا به زخمهای حاد ّ دستگاه گوارشی هستند، منع مصرف دارد.

## عوارض جانبی
تهوع، استفراغ، اسهال، سوزش معده، درماتیت تماسی، حملات آسم

## منبع
- داروهای ژنریک ایران و دسته بندی داروها (همراه با داروهای گیاهی و داروهای هلال احمر)، تألیف: دکترمصطفی صابر، چاپ هفتم، صفحه :۲۷۰